# Provincia Songkhla
Songkhla (în thailandeză สงขลา) este o provincie (changwat) din Thailanda. Situată în regiunea de Sud, provincia Songkhla are în componența sa 16 districte (amphoe), 127 de sub-districte (tambon) și 987 de sate (muban). 
Cu o populație de 1.330.935 de locuitori și o suprafață totală de 7.393,9 km2, Songkhla este a 11-a provincie din Thailanda ca mărime după numărul populației și a 26-a după mărimea suprafeței.